# Hameau de la reine

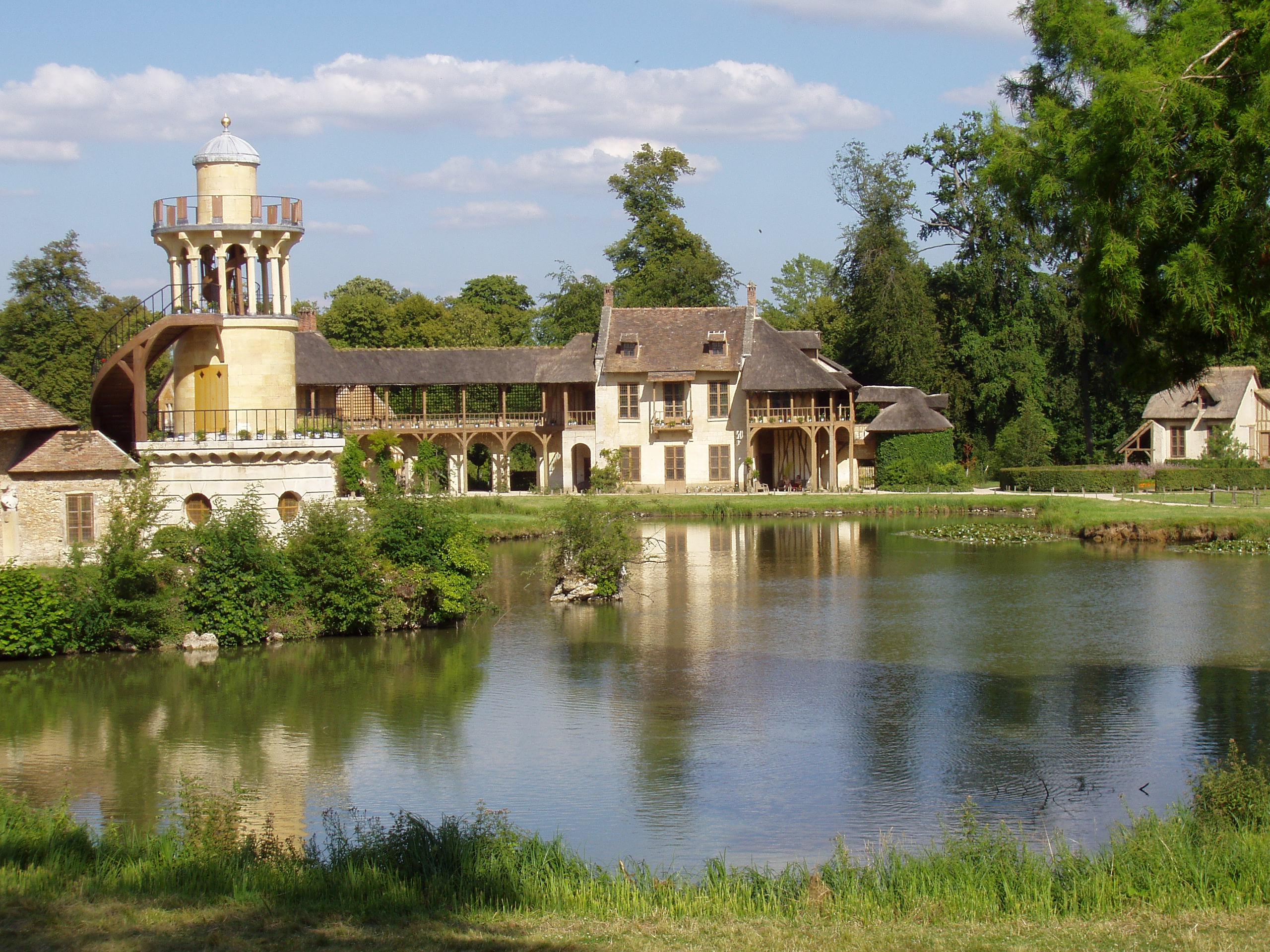
"Hameau de la reine" sedd från väster över den konstgjorda sjön.

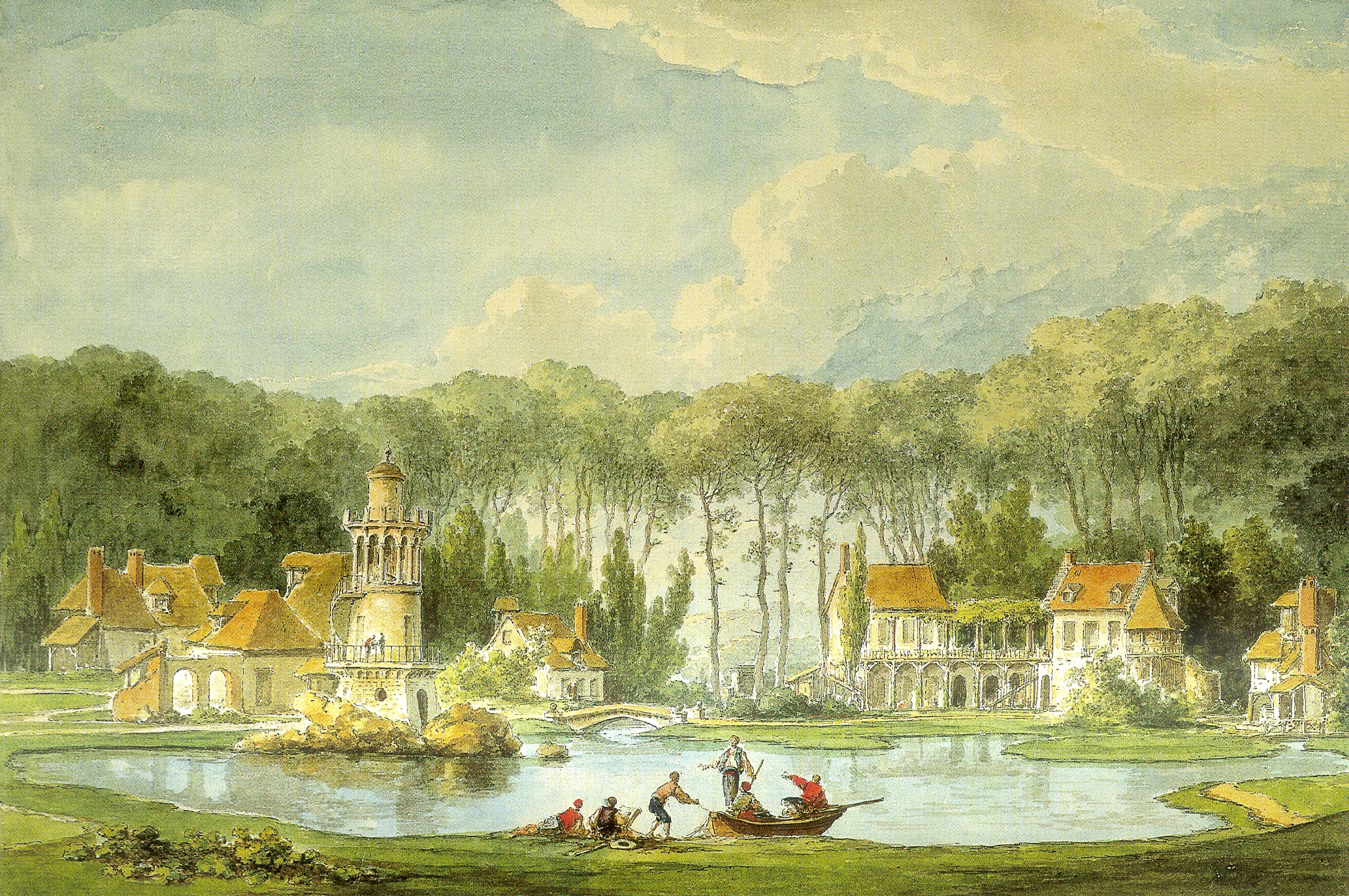
Drottningens by, avbildad av Claude Louis Châtelet 1786.

Plan över drottningens by: 1. lantgården, 2. mejeriet, 3. Marlborough-tornet, 4. gamla mejeriet, 5. gamla ladan/balsal, 6. vakthuset, 7. duvslag, 8. biljarden, 9. drottningens hus, 10. värmerum, 11. boudoir, 12. kvarnen

Hameau de la reine ("Drottningens by") betecknar en samling byggnader i närheten av slottet Petit Trianon i parken till slottet i Versailles, île-de-France, Frankrike. Den franska drottningen Marie-Antoinette disponerade denna konstgjorda by som sin egen avskilda rekreationsplats. Byggnaderna ritades av arkitekten Richard Mique med början 1783. Tolv byggnader uppfördes kring en konstgjord sjö. Byn tillhör idag världsarvet Versailles. 

## Historik
På slottet i Versailles var drottning Marie-Antoinette ständigt omgiven av hovet och uppvaktning, vilket gjorde att hon längtade efter en  fristad och tillflyktsort. 1775 hade prinsen av Condé färdigställt en konstgjord by i trädgården till sitt slott i Chantilly. Med denna som inspiration, lät drottningen skapa en egen by vid Versailles. Den första byggnaden som stod klar var Marlborough-tornet och det intilliggande mejeriet. 

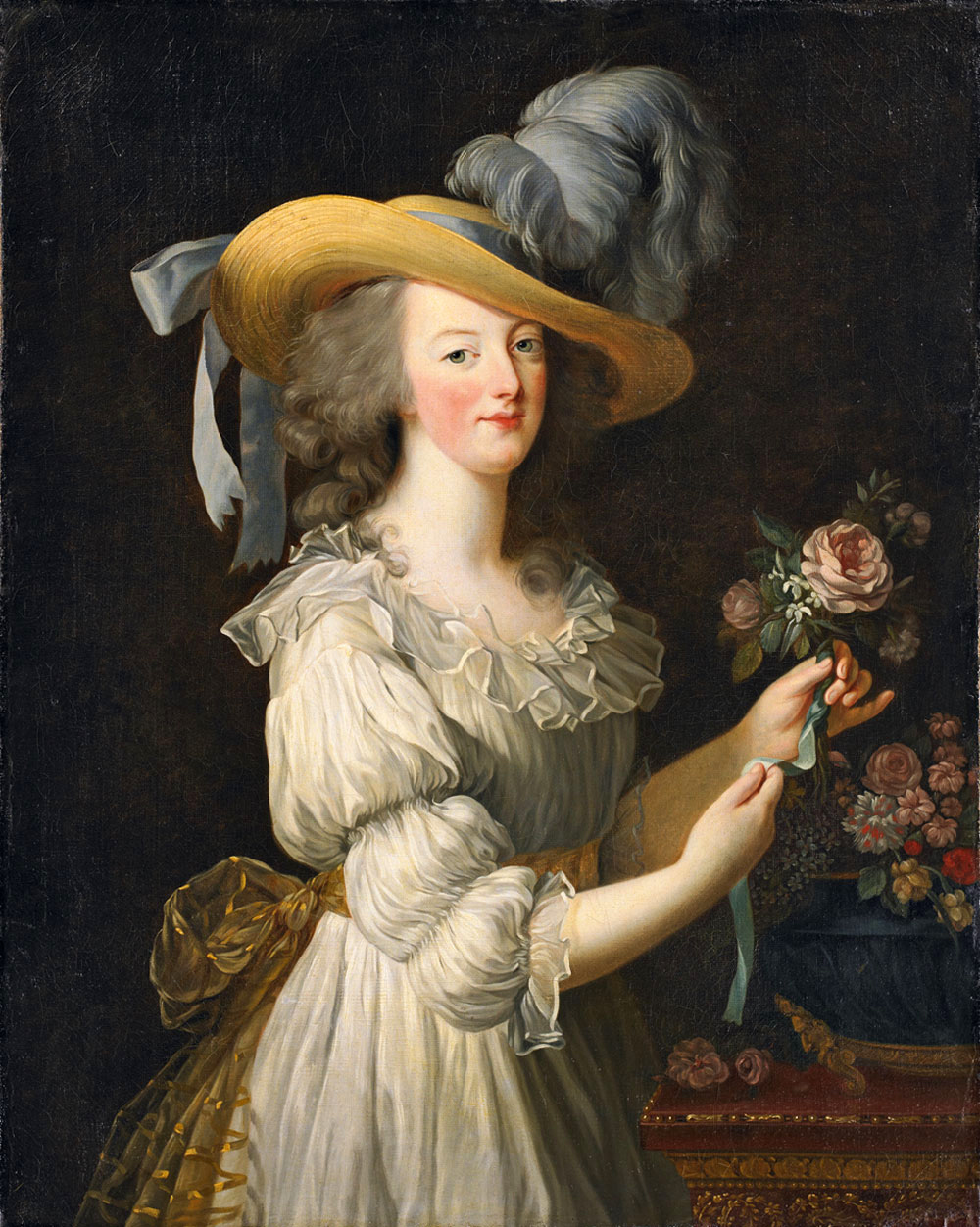
Marie-Antoinette en chemise; Marie-Antoinette målad av Élisabeth Vigée-Lebrun i den senaste modenyheten; en muslinklänning i tunikamodell (1783).

Drottningen flydde undan ansvar och strikt hovstruktur till sin privata by. I byn klädde hon sig som ung herdinna, medan hon fortfarande var omgiven av en kunglighets bekvämligheter. Hon förde den idylliska, pittoreska byn till liv genom att hålla djur i lantgården medan handplockade barn och ungdomar agerade invånare i byn. 
Marie-Antoinette promenerade runt i byn med sina barn och hennes närmaste vänner anslöt sig till uppsluppna fester där alla deltagare deltog när korna mjölkades och grönsakerna skördades. 
Hemlighetsmakeriet kring hennes avskilda nöjesliv i byn ledde till misstankar om hedonism. Det ryktades att Marie-Antoinette hade älskare som hon träffade i den surrealistiska byn. Drottningen kom, i samband med den franska revolutionen 1789 av sina fiender, att bli en symbol för det extravaganta livet och utnyttjades kraftigt i propagandan under denna tid och även långt efteråt, genom att antas håna det enkla bondelivet i en tid av ekonomisk depression.  
Denna del av slottsparken innefattar även slotten Grand Trianon, som byggdes av Ludvig XIV år 1687, och Petit Trianon, som uppfördes av Ludvig XV 1762. 

## Byggnader
Varje byggnad i byn har sin funktion. De tolv byggnaderna kan delas in i två grupper; fem var avsatta för drottningen och de övriga sju användes för lantbruket. 

### Drottningens byggnad och Biljarden
Centralt i byn ligger den största byggnaden, som innefattade drottningens salonger med exempelvis kinesiskt förmak och matsal. Biljardbyggnaden är sammanlänkad med drottningens hus genom ett halvmåneformat öppet galleri med tak. Trots den rustika exteriören är byggnaderna interiört luxuöst inredda med finsnickeri av Georges Jacob och ebenisten Jean-Henri Riesener.

### Boudoiren

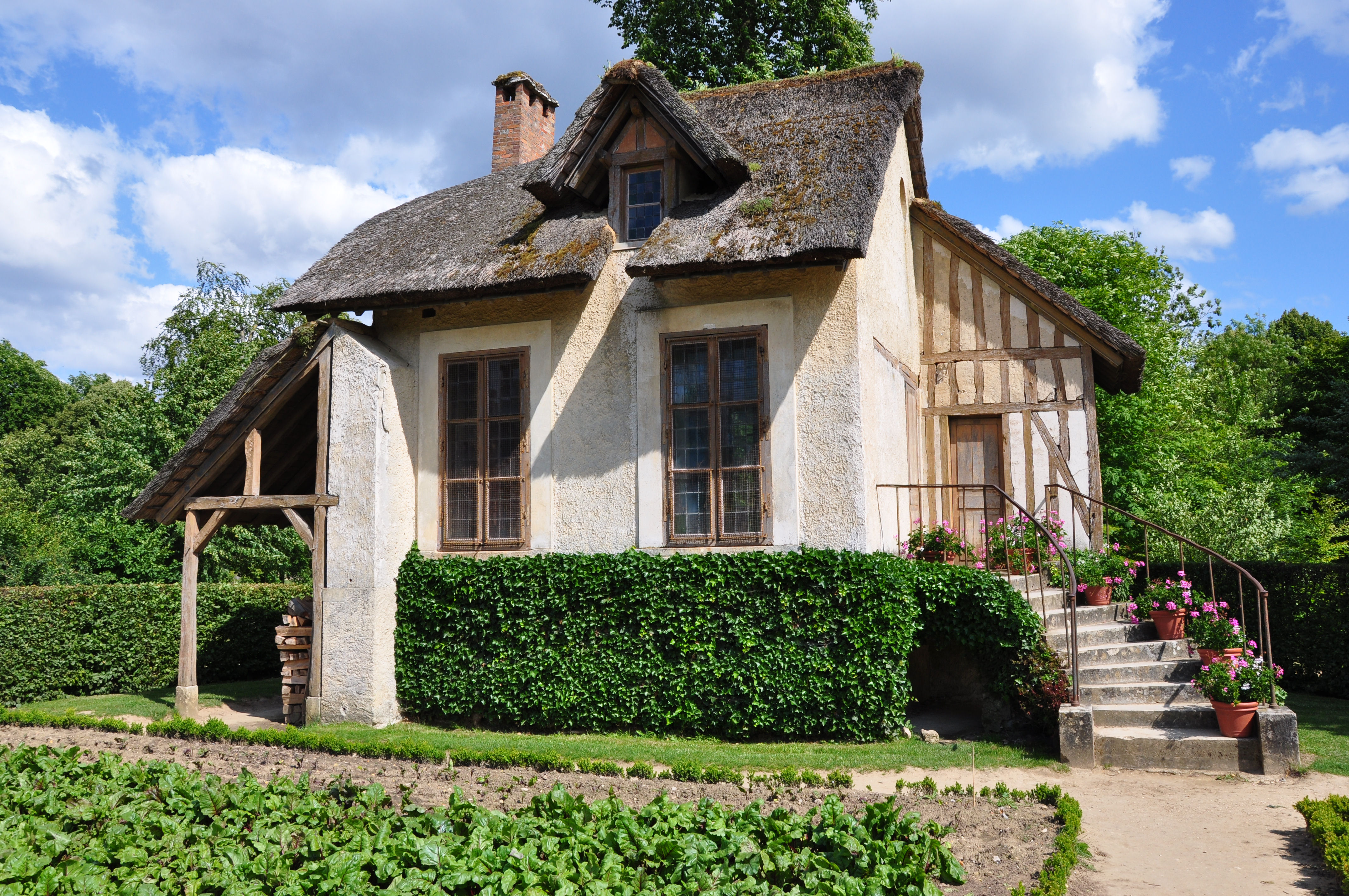
Boudoir

Boudoiren är byns minsta byggnad och var drottningens mest privata tillflyktsort, där hon vistades själv eller med några få vänner. Byggnaden omdanades något under andra franska kejsardömet.

### Kvarnen
Kvarnen, byggd 1783-1788, användes aldrig för att mala säd. Kvarnhjulet, som tycks drivas av en vattenström från den konstgjorda sjön, är endast ett dekorativt inslag. Ingen mekanism för malning installerades i byggnaden. Kvarnen fungerade som informell matsal, men även som tvättstuga.

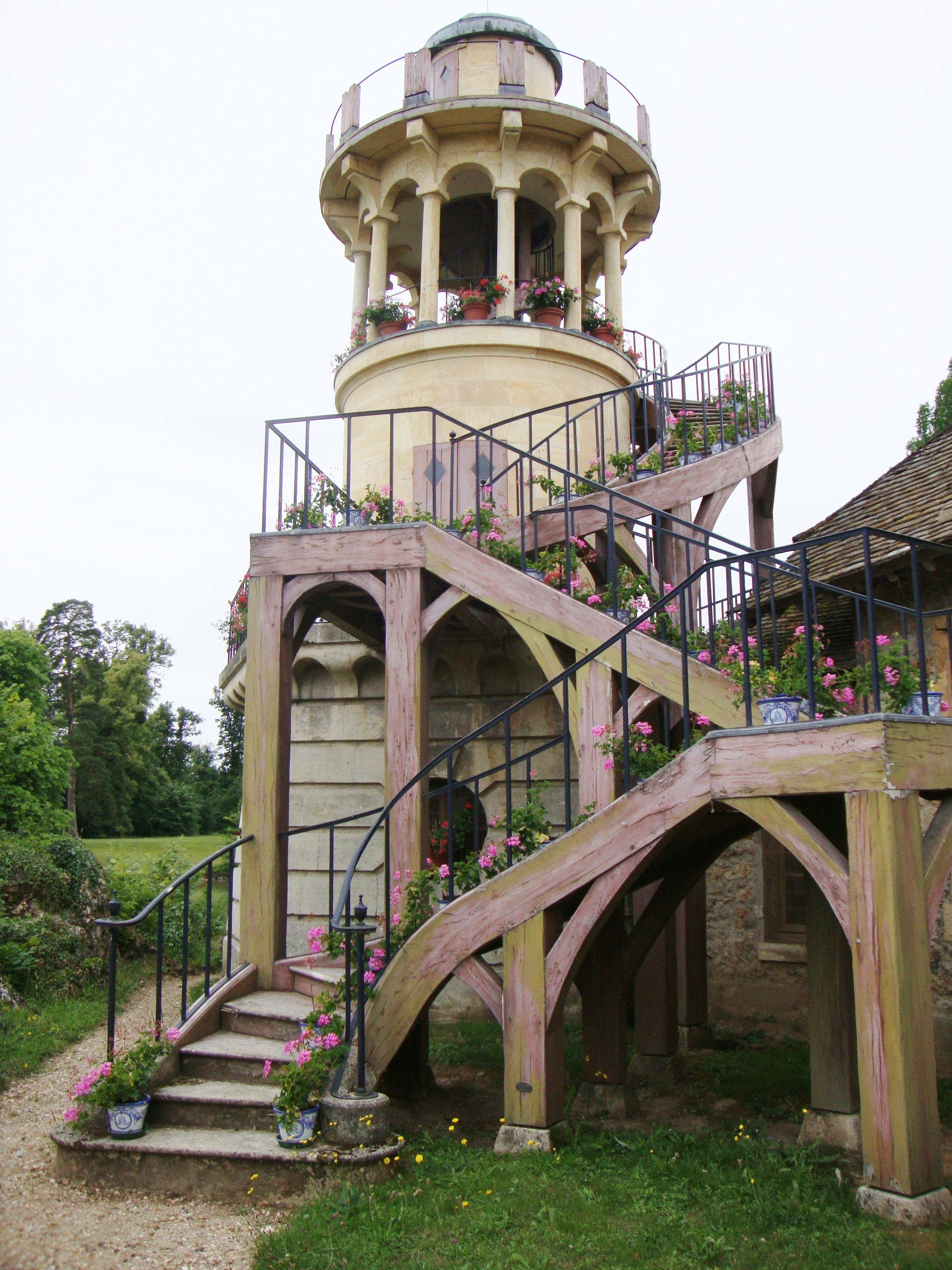
Marlborough-tornet

### Marlborough-tornet
Detta cirkulära torn invid sjön är mest till som dekoration. Det kallades initialt för fiskartornet, men döptes om efter visan Marlborough s'en va-t-en guerre, som skrivits efter hertigen av Marlboroughs död 1722. Visan blev så populär vid hovet att tornet döptes efter hertigen och visan. 

### Réchauffoir
"Värmerummet" ligger bakom drottningens byggnad. Här låg ett stort kök, bageri och skafferi som användes vid förberedande av middagar som drottningen höll i byn. 

### Mejeriet
Ursprungligen fanns två mejerier i byn, ett där mejeriprodukterna tillreddes och ett andra där drottningen avnjöt dem. Tillredningsmejeriet förstördes under första franska kejsardömet. Interiören i mejeriet är utförd i ljus marmor.

### Lantgården
Lantbrukaren Valy Bussard anställdes vid byn för att sköta lantgården. Lantgården inkluderar tre sovrum, kök och matsal. Sedan 1993 har lantgården åter tagits i bruk och kring byggnaderna vistas idag grisar, höns, kaniner, får, åsnor och andra djur. 

### Duvslag

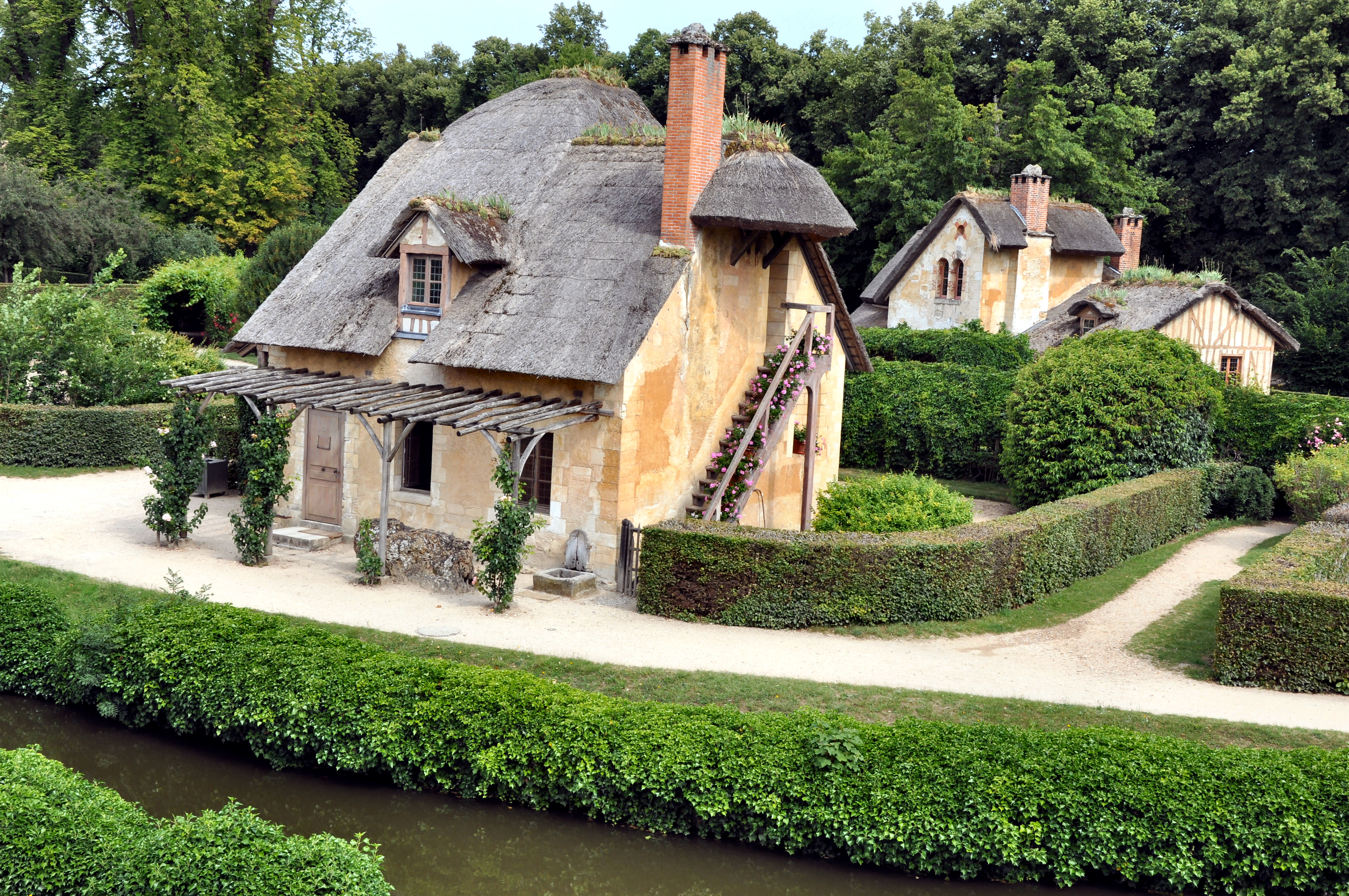
Duvslaget och vakthuset

Duvslaget ligger nära sjön och hyste fåglar såsom tuppar och höns.

### Vakthuset
Denna byggnad ligger i utkanten av byn nära skogen. Den första som bebodde huset var schweizergardist Jean Bersy och hans familj. Eftersom viktiga och högvälborna personer vistades i byn, behövdes en vakt för deras säkerhet. 

### Ladan
Ladan fungerade även som balsal. Den skadades under franska revolutionen och förstördes helt under första kejsardömet. Endast grundstenarna visar idag var den stod. 

## Galleri

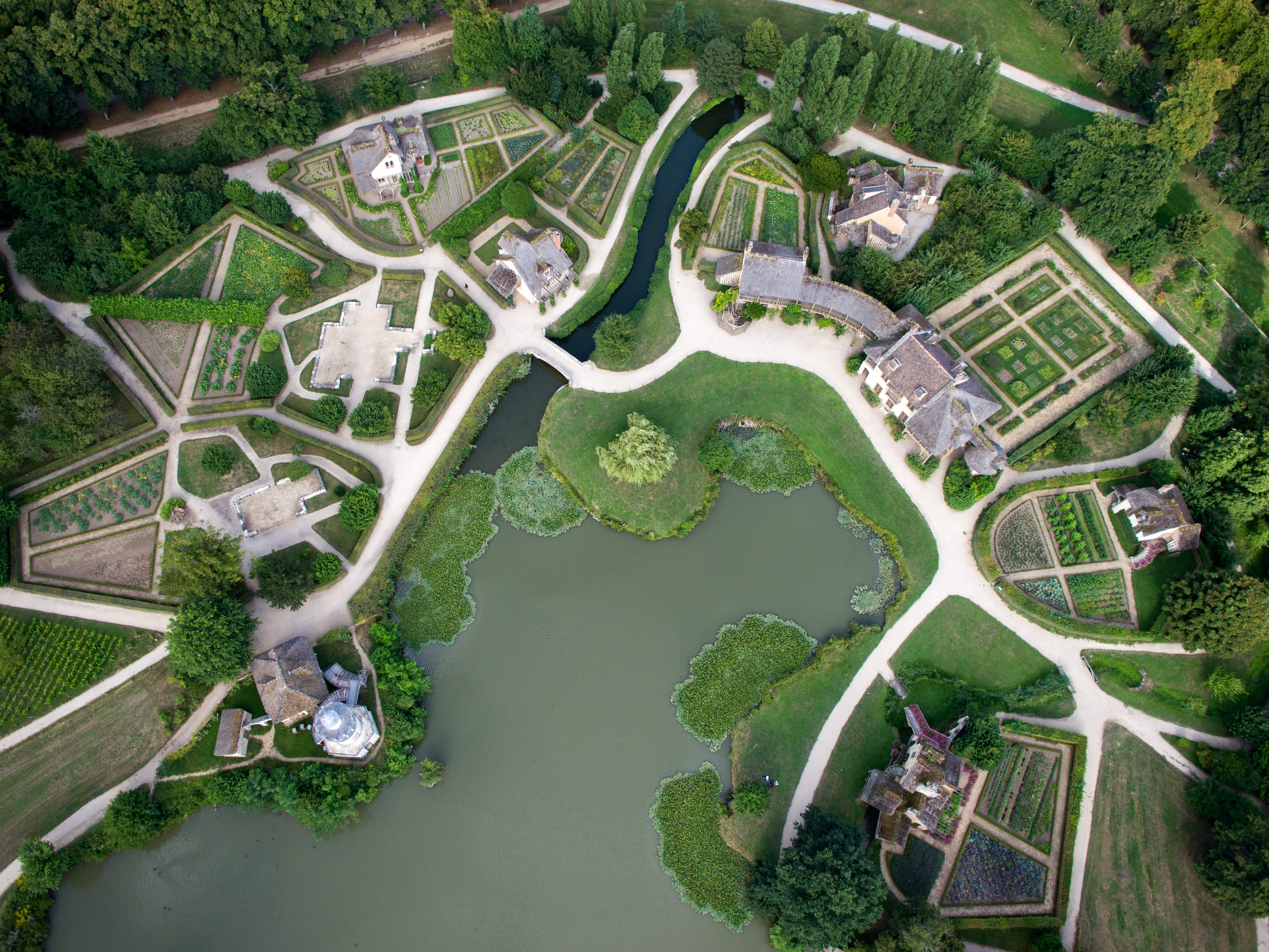
Flygfoto över byn
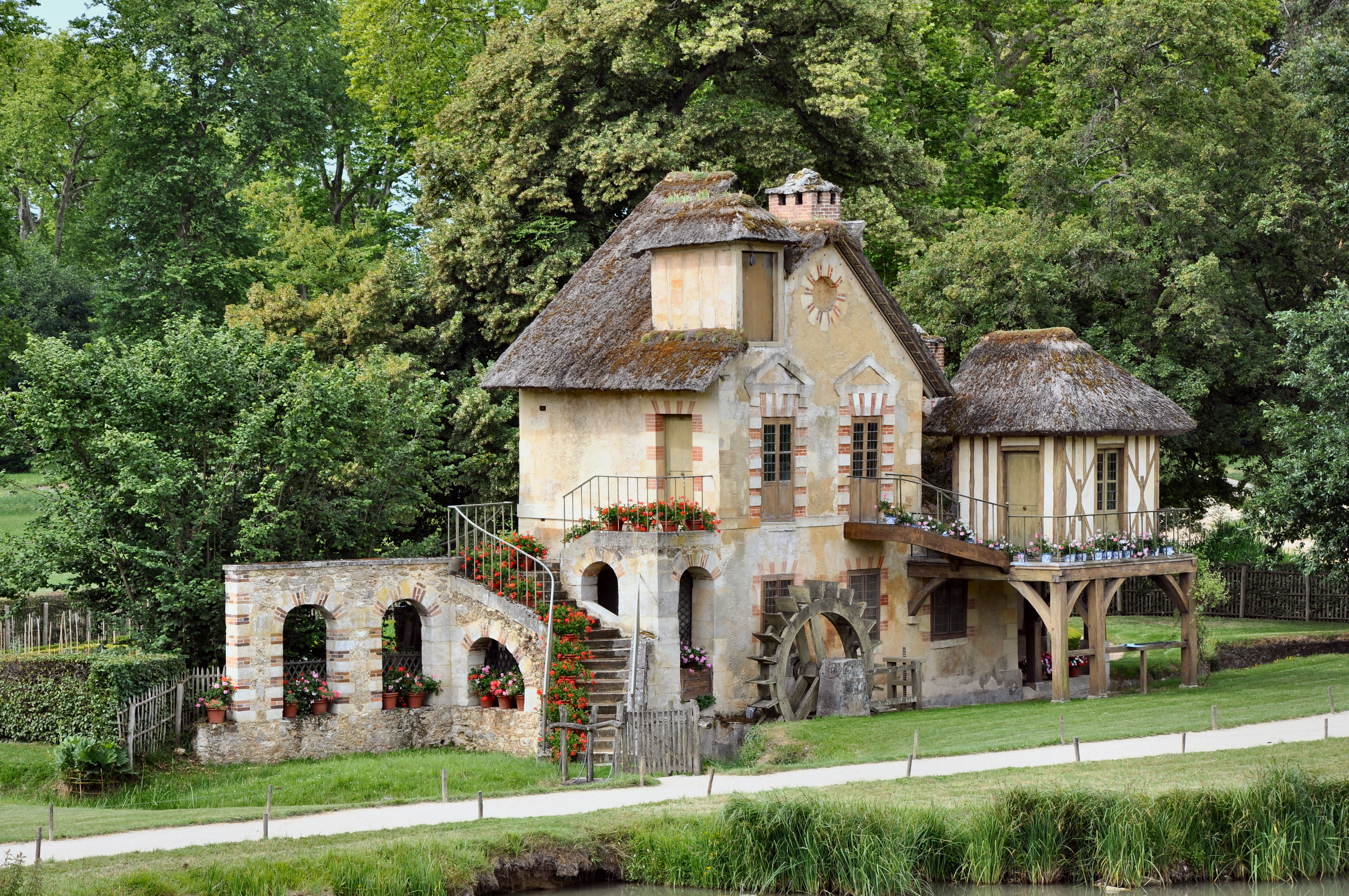
Kvarnen
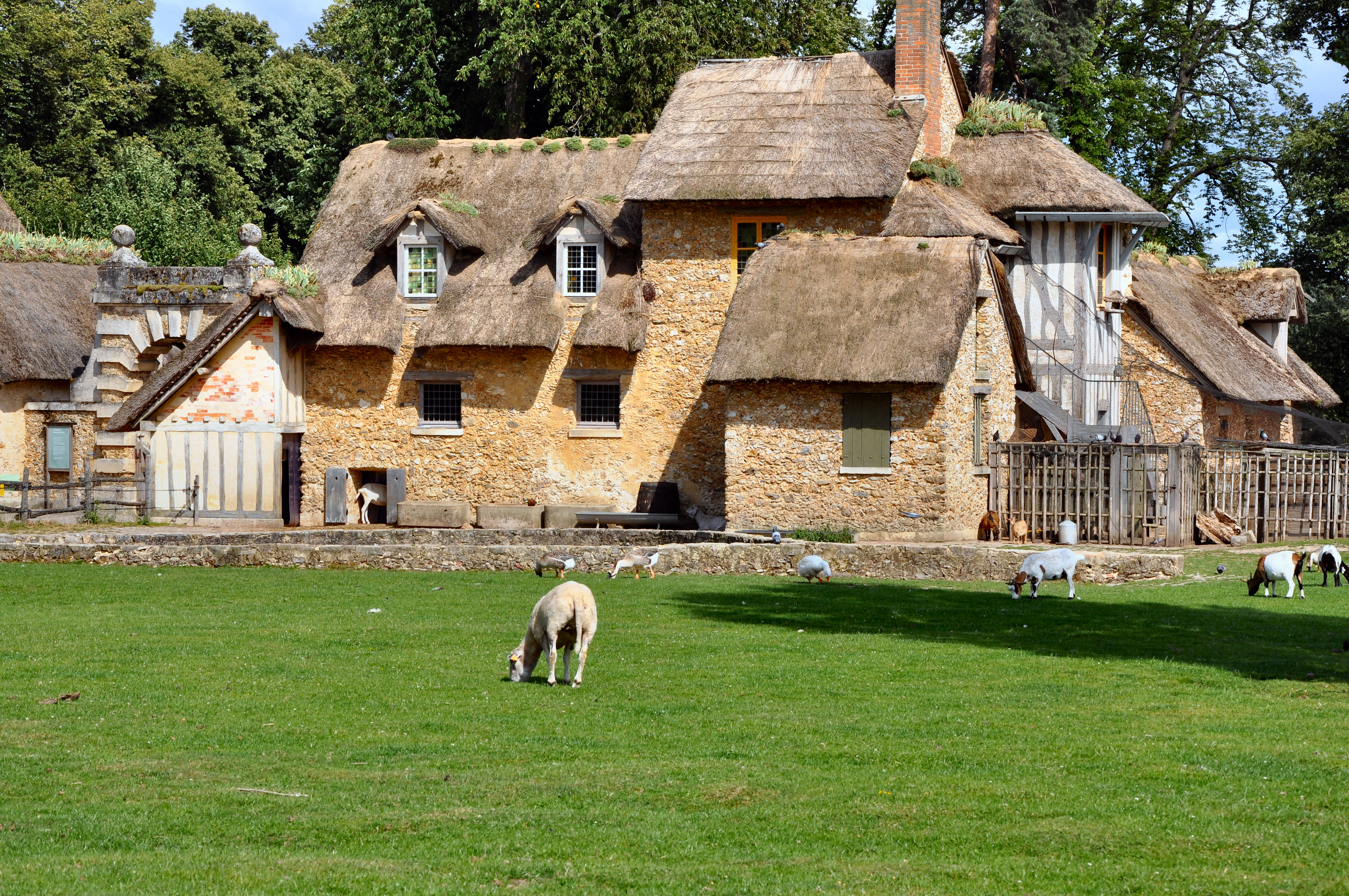
Lantgården
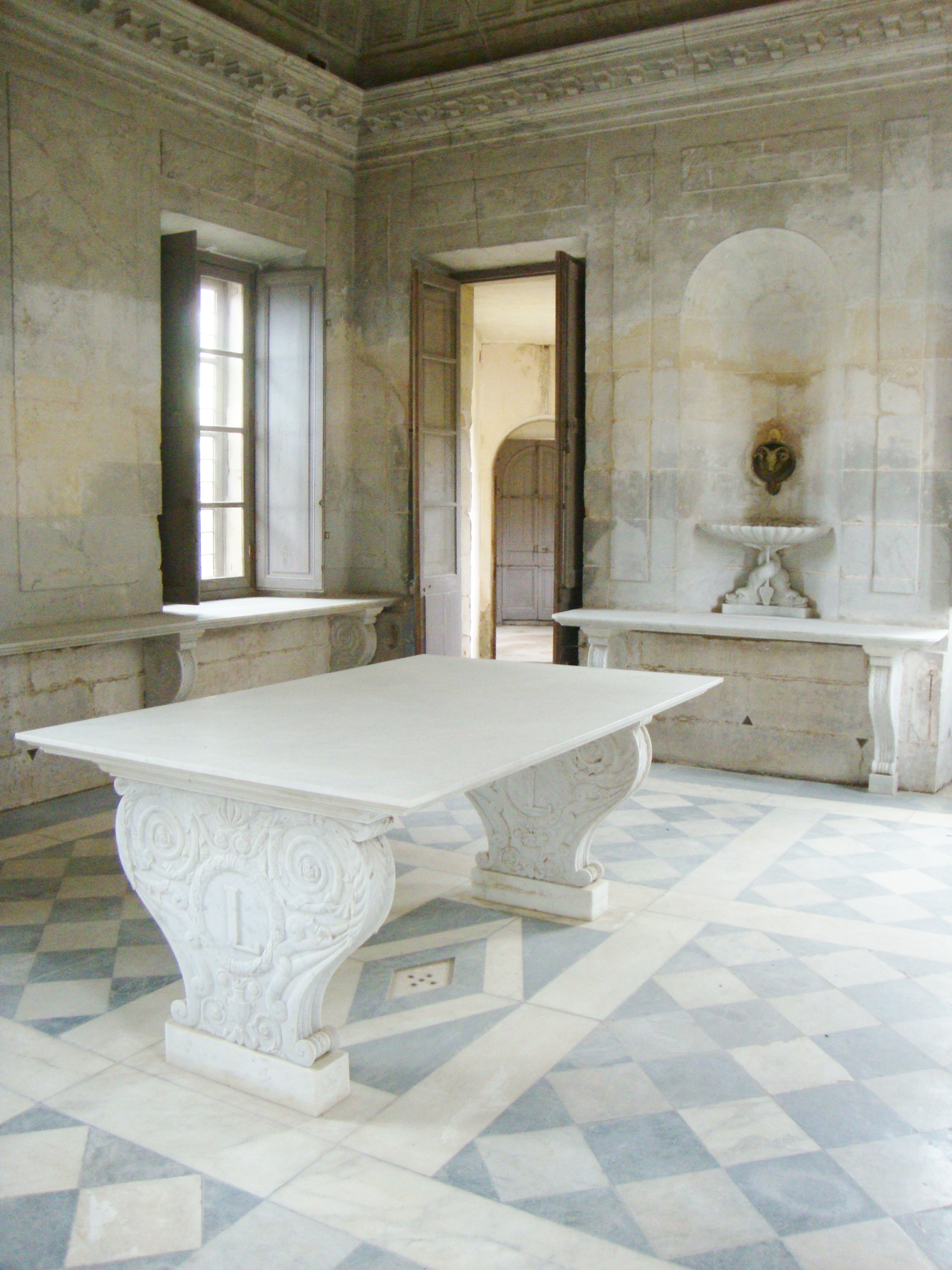
Interiör i mejeriet
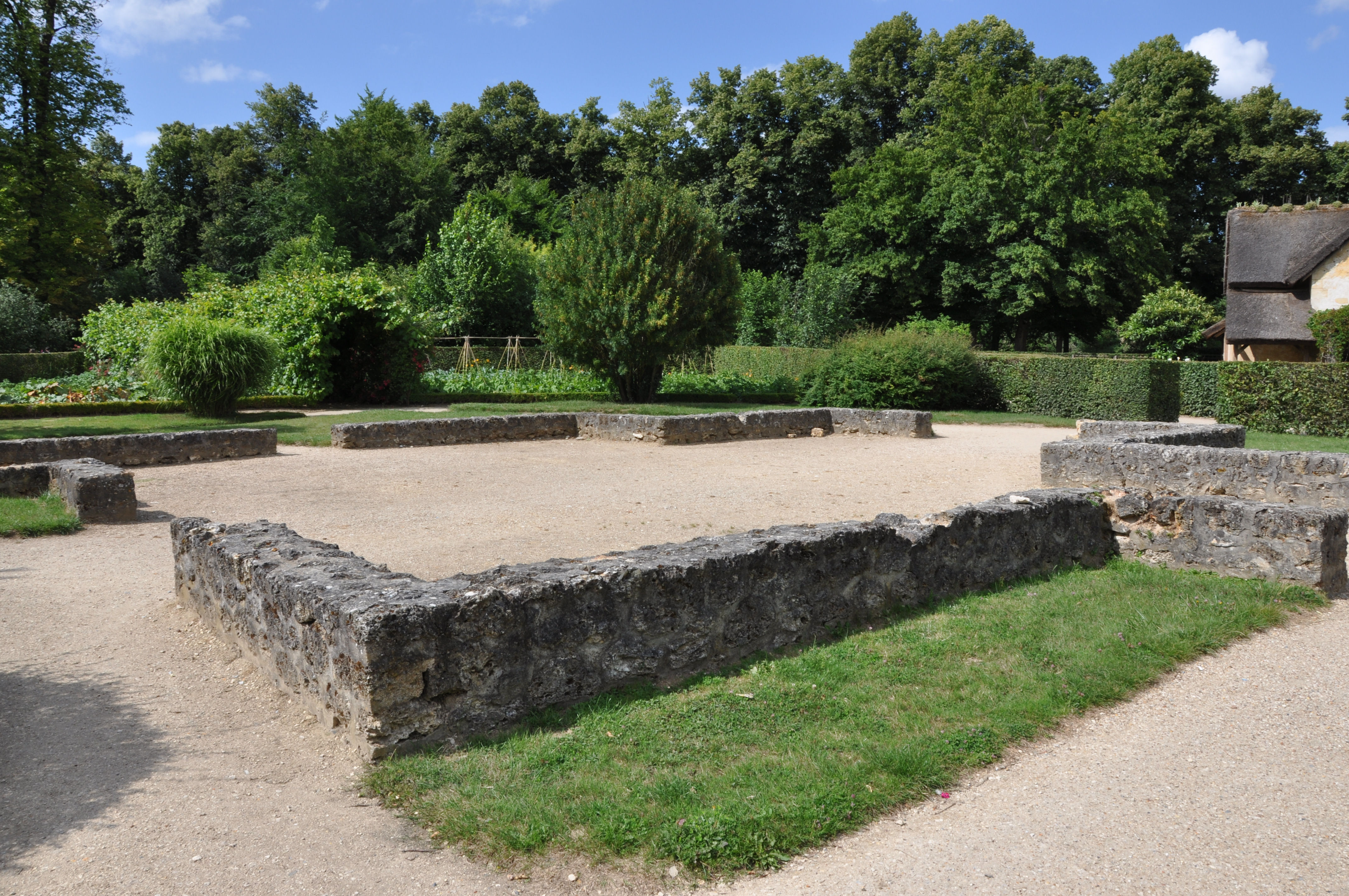
Grunden till ladan